# Resolución 808 del Consejo de Seguridad de las Naciones Unidas
La resolución 808 del Consejo de Seguridad de las Naciones Unidas, adoptada por unanimidad el 22 de febrero de 1993, después de reafirmar la resolución 713 (1991) y las resoluciones subsecuentes sobre la situación en Yugoslavia, incluyendo las resoluciones 764 (1992), 771 (1992) y 780 (1992), el Consejo, después de declarar su determinación de poner un fin a los crímenes tales como la limpieza étnica y otras violaciones a la ley humanitaria internacional, decidió que un tribunal internacional debería ser establecido para la prosecución de personas responsables de serias violaciones a la ley humanitaria internacional cometidas en Yugoslavia desde 1991. Éste llegó a ser conocido después como el Tribunal Penal Internacional para la ex Yugoslavia.
La resolución después pidió al Secretario General Boutros Boutros-Ghali de entregar, no más tarde de 60 días después de la adopción de la resolución actual, un reporte sobre propuestas específicas y opciones relacionadas con la implementación de la decisión  a establecer en el tribunal, incluyendo si tiene una base legal. Al mismo tiempo, las recomendaciones de los Estados miembros serían consideradas, y después de la adopción de la resolución 808, propuestas fueron presentadas por Francia, Italia y Suecia, entre otros. El tribunal sería establecido completamente en la resolución 827 (1993).